# Оривеси
О́ривеси (фин. Orivesi или в старой форме — фин. Orihvesi) — город в провинции Пирканмаа в Финляндии.
Численность населения составляет 9 616 человек (2010). Город с административно-подчинёнными посёлками занимает площадь 960,08 км², из которых водная поверхность составляет 160,53 км². Плотность населения — 12,03 чел/км².

## Известные уроженцы и жители
- Тукиайнен, Аймо (1917—1996) — финский скульптор